# Катализ
Ката́лиз (греч. κατάλυσις от καταλύειν «разрушение») — избирательное ускорение одного из возможных термодинамически разрешённых направлений химической реакции под действием катализатора(ов), который, согласно теории промежуточных соединений, многократно вступает в промежуточное химическое взаимодействие с участниками реакции и восстанавливает свой химический состав после каждого цикла промежуточных химических взаимодействий.
Термин «катализ» был введён в 1835 году шведским учёным Йёнсом Якобом Берцелиусом.
Катализа́ция (явление катализа) распространена в природе (большинство процессов, происходящих в живых организмах, являются каталитическими) и широко используется в технике (в нефтепереработке и нефтехимии, в производстве серной кислоты, аммиака, азотной кислоты и др.: большая часть всех промышленных реакций — каталитические).
Случай, когда катализатором является один из продуктов реакции или её исходных веществ, называют автокатализом.

## Основные принципы катализа
Катализатор изменяет механизм реакции на энергетически более выгодный, то есть снижает энергию активации. Катализатор образует с молекулой одного из реагентов промежуточное соединение (интермедиат), в котором ослаблены химические связи. Это облегчает его реакцию со вторым реагентом.
Катализаторы ускоряют обратимые реакции как в прямом, так и в обратном направлениях. Поэтому они не смещают химическое равновесие.

## Типы катализа
По влиянию на скорость реакции катализ многие источники делят на положительный (скорость реакции растёт) и отрицательный (скорость реакции падает). В случае ингибирования цепных реакций, ингибитор расходуется в процессе реакции, поэтому данный случай нельзя считать отрицательным катализом.
Катализ бывает гомогенным и гетерогенным (контактным). В гомогенном катализе катализатор состоит в той же фазе, что и реактивы реакции, в то время как гетерогенные катализаторы отличаются фазой.

### Гомогенный катализ
Примером гомогенного катализа является разложение пероксида водорода в присутствии ионов йода. Реакция протекает в две стадии:
{\displaystyle {\mathsf {H_{2}O_{2}+I\rightarrow H_{2}O+IO}}}
{\displaystyle {\mathsf {H_{2}O_{2}+IO\rightarrow H_{2}O+O_{2}+I}}}
При гомогенном катализе действие катализатора связано с тем, что он вступает во взаимодействие с реагирующими веществами с образованием промежуточных соединений, это приводит к снижению энергии активации.

### Гетерогенный катализ
При гетерогенном катализе ускорение процесса обычно происходит на поверхности твёрдого тела — катализатора, поэтому активность катализатора зависит от величины и свойств его поверхности. На практике катализатор обычно наносят на твёрдый пористый носитель.
Механизм гетерогенного катализа включает пять стадий, причём все они обратимы:
1. Диффузия реагирующих веществ к поверхности твёрдого вещества;
2. Физическая адсорбция реагирующих молекул на активных центрах поверхности катализатора и затем их хемосорбция;
3. Химическая реакция между реагирующими молекулами;
4. Десорбция продуктов с поверхности катализатора;
5. Диффузия продукта с поверхности катализатора в общий поток.

Примером гетерогенного катализа является окисление SO2 в SO3 на катализаторе V2O5 при производстве серной кислоты (контактный метод).
Течение реакции именно на поверхности катализатора можно продемонстрировать на опыте, в котором пластинку из платины нагревают в пламени газовой горелки, затем пламя тушат и пускают на пластинку струю газа из горелки, при этом пластинка снова раскаляется докрасна — окисление метана происходит на поверхности металла.

## Носитель катализатора

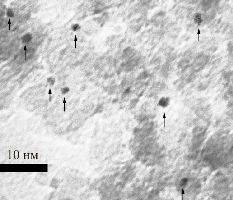
Металлическая платина (показана стрелками), стабилизированная на носителе — оксиде алюминия

Носитель катализатора, иначе подложка (катализатора) (англ. carrier или support) — инертный или малоактивный материал, служащий для стабилизации на его поверхности частиц активной каталитической фазы.
Роль носителя в гетерогенном катализе состоит в предотвращении агломерации или спекания активного компонента, что позволяет поддерживать высокую площадь контакта активного вещества (см. активная каталитическая фаза) и реагентов. Количество носителя, как правило, гораздо больше количества нанесённого на него активного компонента. Основными требованиями к носителям являются большая площадь поверхности и пористость, термическая стабильность, химическая инертность, высокая механическая прочность. В ряде случаев носитель влияет на свойства активной фазы (эффект «сильного взаимодействия металл-носитель»). В качестве носителей применяют как природные (глины, пемза, диатомит, асбест и др.), так и синтетические материалы (активные угли, силикагель, алюмосиликаты, оксиды алюминия, магния, циркония и др.).

## Химия катализа
Химия катализа изучает вещества, изменяющие скорость химических реакций. Вещества, замедляющие реакции, называются ингибиторами. Ферменты — это биологические катализаторы. Катализатор не находится в стехиометрических отношениях с продуктами и регенерируется после каждого цикла превращения реагентов в продукты. Несмотря на появление новых способов активации молекул (плазмохимия, радиационное и лазерное воздействия и другие), катализ − основа химических производств (относительная доля каталитических процессов составляет 80-90 %).
Реакция, накормившая человечество (решение проблемы связанного азота) — цикл Габера-Боша. Аммиак получают с катализатором — пористым железом. Протекает при Р = 30 МПа и Т = 420—500 °C
3Н2 + N2 = 2NH3
Водород для синтеза NH3 получают путём двух последовательных каталитических процессов: конверсии СН4(СН4 + Н2О → СО + 3Н2) на Ni−катализаторах и конверсии образующегося оксида углерода (СО + Н2О → СО2 + Н2). Для достижения высоких степеней превращения последнюю реакцию осуществляют в две стадии: высокотемпературная (315—480 °C) — на Fe−Cr−оксидных катализаторах и низкотемпературная (200—350 °C) — на Cu−Zn−оксидных катализаторах. Из аммиака получают азотную кислоту и другие соединения азота — от лекарств и удобрений до взрывчатых веществ.
Различают катализы ''гомогенный, гетерогенный, межфазный, мицеллярный, ферментативный.
Энергия активации E каталитических реакций значительно меньше, чем для той же реакций в отсутствие катализатора. Например, для некаталитического разложения NH3 на N2 + Н2 E ~ 320 кДж/моль, для того же разложения в присутствии платины Е ~ 150 кДж/моль. Благодаря снижению E обеспечивается ускорение каталитических реакций по сравнению с некаталитическими.

## Применение катализа в промышленности

### Гидрирование
Большое число каталитических реакций связано с активацией атома водорода и какой-либо другой молекулы, приводящей к их химическому взаимодействию. Этот процесс называется гидрированием и лежит в основе многих этапов переработки нефти и получения жидкого топлива из угля (процесс Бергиуса). Производство авиационного бензина и моторного топлива из угля было развито в Германии во время Второй мировой войны, поскольку в этой стране нет нефтяных месторождений. Процесс Бергиуса заключается в непосредственном присоединении водорода к углю. Уголь нагревают под давлением в присутствии водорода и получают жидкий продукт, который затем перерабатывают в авиационный бензин и моторное топливо. В качестве катализатора используют оксид железа, а также катализаторы на основе олова и молибдена. Во время войны на 12 заводах Германии с помощью процесса Бергиуса получали примерно 1400 т жидкого топлива в сутки. Другой процесс, Фишера — Тропша, состоит из двух стадий. Вначале уголь газифицируют, то есть проводят реакцию его с водяным паром и кислородом и получают смесь водорода и оксидов углерода. Эту смесь превращают в жидкое топливо с помощью катализаторов, содержащих железо или кобальт. С окончанием войны производство синтетического топлива из угля в Германии было прекращено. В результате повышения цен на нефть, последовавшего за нефтяным эмбарго в 1973—1974, были предприняты энергичные усилия по разработке экономически выгодного способа получения бензина из угля. Так, прямое ожижение угля можно проводить более эффективно, используя двухстадийный процесс, в котором сначала уголь контактирует с алюмокобальтомолибденовым катализатором при относительно низкой, а затем при более высокой температуре. Стоимость такого синтетического бензина выше, чем получаемого из нефти.

### Кислотный катализ
Каталитическая активность большого класса катализаторов обусловливается их кислотными свойствами. Согласно Й. Брёнстеду и Т. Лоури, кислота — это соединение, способное отдавать протон. Сильные кислоты легко отдают свои протоны основаниям. Концепция кислотности получила дальнейшее развитие в работах Г. Льюиса, который дал определение кислоты как вещества, способного принимать электронную пару от вещества-донора с образованием ковалентной связи за счёт обобществления этой электронной пары. Эти идеи вместе с представлениями о реакциях с образованием карбений-ионов помогли понять механизм разнообразных каталитических реакций, особенно тех, в которых участвуют углеводороды.
Силу кислоты можно определить с помощью набора оснований, изменяющих цвет при присоединении протона. Оказывается, некоторые промышленно важные катализаторы ведут себя как очень сильные кислоты. К ним относится катализатор процесса Фриделя — Крафтса, такой, как HCl-AlCl2O3 (или HAlCl4), и алюмосиликаты. Сила кислоты — это очень важная характеристика, поскольку от неё зависит скорость протонирования — ключевого этапа процесса кислотного катализа.
Активность таких катализаторов, как алюмосиликаты, применяющихся при крекинге нефти, определяется присутствием на их поверхности кислот Брёнстеда и Льюиса. Их структура аналогична структуре кремнезёма (диоксида кремния), в котором часть атомов Si4+ замещена атомами Al3+. Лишний отрицательный заряд, возникающий при этом, может быть нейтрализован соответствующими катионами.
Активность кислотных катализаторов обусловливается их способностью реагировать с углеводородами с образованием в качестве промежуточного продукта карбений-иона. Алкилкарбений-ионы содержат положительно заряженный углеродный атом, связанный с тремя алкильными группами и/или атомами водорода. Они играют важную роль как промежуточные продукты, образующиеся во многих реакциях с участием органических соединений. Механизм действия кислотных катализаторов можно проиллюстрировать на примере реакции изомеризации н-бутана в изобутан в присутствии HCl-AlCl3 или Pt-Cl-Al2O3. Сначала малое количество олефина С4Н8 присоединяет положительно заряженный ион водорода кислотного катализатора с образованием третичного карбений-иона. Затем отрицательно заряженный гидрид-ион Н- отщепляется от н-бутана с образованием изобутана и вторичного бутилкарбений-иона. Последний в результате перегруппировки превращается в третичный карбений-ион. Эта цепочка может продолжаться с отщеплением гидрид-иона от следующей молекулы н-бутана и т. д.
Существенно, что третичные карбений-ионы более стабильны, чем первичные или вторичные. Вследствие этого на поверхности катализатора присутствуют в основном именно они, а потому основным продуктом изомеризации бутана является изобутан.
Кислотные катализаторы широко применяются при переработке нефти — крекинге, алкилировании, полимеризации и изомеризации углеводородов. Установлен механизм действия карбений-ионов, играющих роль катализаторов в этих процессах. При этом они участвуют в целом ряде реакций, включая образование малых молекул путём расщепления больших, соединение молекул (олефина с олефином или олефина с изопарафином), структурную перегруппировку путём изомеризации, образование парафинов и ароматических углеводородов путём переноса водорода.
Одно из последних применений кислотного катализа в промышленности — получение этилированных топлив присоединением спиртов к изобутилену или изоамилену. Добавление кислородсодержащих соединений в бензин уменьшает концентрацию оксида углерода в выхлопных газах. Метил-трет-бутиловый эфир (МТБЭ) с октановым числом смешения 109 тоже позволяет получить высокооктановое топливо, необходимое для работы автомобильного двигателя с высокой степенью сжатия, не прибегая к введению в бензин тетраэтилсвинца. Организовано также производство топлив с октановыми числами 102 и 111.

#### Гидрирование растительного масла
Одна из важнейших в практическом отношении реакций гидрирования — неполное гидрирование растительных масел до маргарина, кулинарного жира и других пищевых продуктов. Растительные масла получают из соевых бобов, семян хлопчатника и других культур. В их состав входят эфиры, а именно триглицериды жирных кислот с разной степенью ненасыщенности. Олеиновая кислота СН3(СН2)7СН=СН(СН2)7СООН имеет одну двойную связь С=С, линолевая кислота — две и линоленовая — три. Присоединение водорода с разрывом этой связи предотвращает окисление масел (прогоркание). При этом повышается их температура плавления. Твёрдость большинства получаемых продуктов зависит от степени гидрирования. Гидрирование проводят в присутствии мелкодисперсного порошка никеля, нанесённого на подложку, или никелевого катализатора Ренея в атмосфере водорода высокой степени очистки.

#### Дегидрирование
Дегидрирование — это тоже важная в промышленном отношении каталитическая реакция, хотя масштабы её применения несравнимо меньше. С её помощью получают, например, стирол — важный мономер. Для этого дегидрируют этилбензол в присутствии катализатора, содержащего оксид железа; протеканию реакции способствуют также калий и какой-нибудь структурный стабилизатор. В промышленных масштабах осуществляют дегидрирование пропана, бутана и других алканов. Дегидрированием бутана в присутствии алюмохромового катализатора получают бутены и бутадиен.

#### Аммиак
Один из самых простых с химической точки зрения процессов гидрирования — синтез аммиака из водорода и азота. Азот весьма инертное вещество. Для разрыва связи N-N в его молекуле необходима энергия порядка 200 ккал/моль. Однако азот связывается с поверхностью железного катализатора в атомарном состоянии, и для этого нужно всего 20 ккал/моль. Водород связывается с железом ещё более охотно.

### Основный катализ
Активность катализаторов обуславливается их основными свойствами. Давним и хорошо известным примером таких катализаторов является гидроксид натрия, применяющийся для гидролиза или омыления жиров при получении мыла, а один из последних примеров — катализаторы, используемые при производстве полиуретановых пластиков и пенопластов. Уретан образуется при взаимодействии спирта с изоцианатом, а ускоряется эта реакция в присутствии осно́вных аминов. В ходе реакции происходит присоединение основания к атому углерода в молекуле изоцианата, в результате чего на атоме азота появляется отрицательный заряд и его активность по отношению к спирту повышается. Особенно эффективным катализатором является триэтилендиамин. Полиуретановые пластики получают при взаимодействии диизоцианатов с полиолами (полиспиртами). Когда изоцианат реагирует с водой, ранее образовавшийся уретан разлагается с выделением CO2. При взаимодействии смеси полиспиртов и воды с диизоцианатами образующийся пенополиуретан вспенивается газообразным CO2.

### Катализаторы двойного действия
Эти катализаторы ускоряют реакции двух типов и дают лучшие результаты, чем при пропускании реагентов последовательно через два реактора, каждый из которых содержит только один тип катализатора. Это связано с тем, что активные центры катализатора двойного действия находятся очень близко друг к другу, и промежуточный продукт, образующийся на одном из них, тут же превращается в конечный продукт на другом. Хороший результат даёт объединение катализатора, активирующего водород, с катализатором, способствующим изомеризации углеводородов. Активацию водорода осуществляют некоторые металлы, а изомеризацию углеводородов — кислоты. Эффективным катализатором двойного действия, который применяется при переработке нефти для превращения нафты в бензин, является мелкодисперсная платина, нанесённая на кислый глинозём. Конверсия таких составляющих нафты, как метилциклопентан метилциклопентан (МЦП), в бензол повышает октановое число бензина. Сначала МЦП дегидрируется на платиновой части катализатора в олефин с тем же углеродным остовом; затем олефин переходит на кислотную часть катализатора, где изомеризуется до циклогексена. Последний переходит на платиновую часть и дегидрируется до бензола и водорода. Катализаторы двойного действия существенно ускоряют риформинг нефти. Их используют для изомеризации нормальных парафинов в изопарафины. Последние, кипящие при тех же температурах, что и бензиновые фракции, ценны тем, что обладают более высоким октановым числом по сравнению с неразветвлёнными углеводородами. Кроме того, превращение н-бутана в изобутан сопровождается дегидрированием, способствуя получению МТБЭ.

### Стереоспецифическая полимеризация
Важной вехой в истории катализа явилось открытие каталитической полимеризации-олефинов с образованием стереорегулярных полимеров. Катализаторы стереоспецифической полимеризации были открыты К.Циглером, когда он пытался объяснить необычные свойства полученных им полимеров. Другой химик, Дж. Натта, предположил, что уникальность полимеров Циглера определяется их стереорегулярностью. Эксперименты по дифракции рентгеновских лучей показали, что полимеры, полученные из пропилена в присутствии катализаторов Циглера, высококристалличны и действительно имеют стереорегулярную структуру. Для описания таких упорядоченных структур Натта ввёл термины «изотактический» и «синдиотактический». В том случае, когда упорядоченность отсутствует, используется термин «атактический».
Стереоспецифическая реакция протекает на поверхности твёрдых катализаторов, содержащих переходные металлы групп IVA-VIII (такие, как Ti, V, Cr, Zr), находящиеся в не полностью окисленном состоянии, и какое-либо соединение, содержащее углерод или водород, который связан с металлом из групп I—III. Классическим примером такого катализатора является осадок, образующийся при взаимодействии TiCl4 и Al(C2H5)3 в гептане, где титан восстановлен до трёхвалентного состояния. Эта исключительно активная система катализирует полимеризацию пропилена при обычных температуре и давлении.

### Каталитическое окисление
Применение катализаторов для управления химизмом процессов окисления имеет большое научное и практическое значение. В некоторых случаях окисление должно быть полным, например при нейтрализации СО и углеводородных загрязнений в выхлопных газах автомобилей. Однако чаще нужно, чтобы окисление было неполным, например во многих широко применяемых в промышленности процессах превращения углеводородов в ценные промежуточные продукты, содержащие такие функциональные группы, как -СНО, -СООН, -С-СО, -СN. При этом применяются как гомогенные, так и гетерогенные катализаторы. Примером гомогенного катализатора является комплекс переходного металла, который используется для окисления пара-ксилола до терефталевой кислоты, эфиры которой служат основой производства полиэфирных волокон.

#### Получение этилена путём дегидродимеризации метана
Синтез этилена посредством дегидродимеризации позволяет превращать природный газ в более легко транспортируемые углеводороды. Реакцию 2CH4 + 2O2 → C2H4 + 2H2O проводят при 850 °С с использованием различных катализаторов; наилучшие результаты получены с катализатором Li-MgO. Предположительно реакция протекает через образование метильного радикала путём отщепления атома водорода от молекулы метана. Отщепление осуществляется не полностью восстановленным кислородом, например О2−
2. Метильные радикалы в газовой фазе рекомбинируют с образованием молекулы этана и в ходе последующего дегидрирования превращаются в этилен. Ещё один пример неполного окисления — превращение метанола в формальдегид в присутствии серебряного или железомолибденового катализатора.

#### Катализаторы гетерогенного окисления
Эти катализаторы обычно являются сложными твёрдыми оксидами. Каталитическое окисление проходит в два этапа. Сначала кислород оксида захватывается адсорбированной на поверхности оксида молекулой углеводорода. Углеводород при этом окисляется, а оксид восстанавливается. Восстановленный оксид взаимодействует с кислородом и возвращается в исходное состояние. Используя ванадиевый катализатор, неполным окислением нафталина или бутана получают фталевый ангидрид.